# 228133 Ripoll
228133 Ripoll este un asteroid din centura principală de asteroizi.

## Descriere
228133 Ripoll este un asteroid din centura principală de asteroizi. A fost descoperit pe 20 august 2009 la La Sagra par l'Observatorio Astronómico de Mallorca. Asteroidul prezintă o orbită caracterizată de o semiaxă mare de 2,36 ua, o excentricitate de 0,19 și o înclinație de 1,7° în raport cu ecliptica.